# Francesco Paolo Fulci
Francesco Paolo Fulci (Messina, 19 marzo 1931 – Roma, 21 gennaio 2022) è stato un diplomatico italiano, già ambasciatore presso le Nazioni Unite. In pensione dal 2000, ha collaborato con il Gruppo Ferrero divenendone vice presidente e quindi presidente dell'Azienda Ferrero Italia dal 2011 al 2019.

## Biografia
Figlio dell'ingegnere Sebastiano Fulci, che fu deputato del PLI dal 1967 al 1972, si è laureato con lode in giurisprudenza nel 1953 all'Università di Messina, ha conseguito un master in diritto comparato alla Columbia University di New York, dove ha studiato con una borsa di studio del Programma Fulbright dal 1954 al 1955. Successivamente ha conseguito il prestigioso Diploma dell'Accademia di diritto internazionale a L'Aia e ha frequentato il Collegio d’Europa di Bruges in Belgio, in preparazione del concorso diplomatico.

### L'attività diplomatica
Diplomatico di carriera, è entrato al Ministero degli Affari Esteri, per concorso, nel 1956. Nel corso della sua lunga carriera diplomatica, Fulci ha servito l'Italia in importanti capitali mondiali come Tokyo, Parigi, Mosca. Dal 1976 al 1980, è capo della Segreteria del presidente del Senato Amintore Fanfani. Dal 1980 al 1985 Ambasciatore d'Italia in Canada e dal 1985 al 1991, è stato Rappresentante Permanente d'Italia alla NATO a Bruxelles. 
È stato segretario generale italiano del Comitato esecutivo italiano per la sicurezza e l'intelligence (CESIS) dal maggio 1991 all'aprile 1993, l'organismo di coordinamento dei servizi segreti italiani, alle dirette dipendenze del capo del Governo. A questo riguardo, è stato convocato a Palermo nel 2015 per testimoniare nell'ambito del processo cosiddetto "Trattativa Stato-mafia" a proposito del ruolo svolto dai servizi segreti italiani, tramite l'utilizzo della "Falange Armata", in seguito alle note stragi mafiose.
Nel 1993 viene nominato Rappresentante permanente d'Italia alle Nazioni Unite, fino al 1999. Nel gennaio del 1999 venne eletto all'unanimità presidente del Consiglio economico e sociale (ECOSOC), dopo aver ricoperto, l'anno prima, il ruolo di vice presidente. 
In pensione dal 2000.

### L'incarico all'ONU
Come rappresentante permanente (incarico prolungatogli eccezionalmente dal Governo italiano per quasi due anni dopo il raggiungimento dei limiti d'età), è stato altresì per due volte presidente del Consiglio di sicurezza (settembre 1995 e dicembre 1996). Nel 1997 fu il primo degli eletti nel Comitato ONU per i diritti del fanciullo a Ginevra.
Alle Nazioni Unite, in collaborazione con gli ambasciatori d'Egitto, Messico e Pakistan, ha fondato il cosiddetto “Coffee Club”, un gruppo di Paesi, nato nel 1995, per opporsi all'aumento dei membri permanenti del Consiglio di Sicurezza, e per favorire invece l'ampliamento dei seggi non permanenti. Nel 1998 Fulci è stato il proponente e principale sostenitore della risoluzione procedurale, presentata dai Paesi del “Coffee Club” e approvata dall'Assemblea generale: questa ha stabilito che qualsiasi risoluzione, documento o decisione sulla riforma del Consiglio di Sicurezza, in qualunque stadio del processo di riforma, debba essere adottata con la maggioranza dei due terzi degli Stati membri delle Nazioni Unite. Il “Coffee Club” è stato recentemente rifondato dall'Italia e dal Pakistan e ribattezzato col nome di “Uniting for Consensus”: ciò sempre al fine di bloccare il tentativo di Germania, India, Giappone e Brasile di ottenere un seggio permanente nel Consiglio, lasciando fuori altri Paesi non meno qualificati, tra cui l'Italia.
Nella sua qualità di presidente del Consiglio economico e sociale, Francesco Paolo Fulci ha redatto e sottoscritto il “Manifesto contro la povertà”, elencando dieci priorità. Gran parte di queste ultime è stata successivamente inserita nella Dichiarazione ONU del millennio e negli obiettivi dello sviluppo del millennio, adottati nel settembre 2000, così come nel “Monterrey Consensus” del 2002, a conclusione della Conferenza internazionale sul finanziamento allo sviluppo.
Il suo modo di agire fermo ma franco gli ha procurato il rispetto anche da parte di politici che sperimentarono direttamente la sua fermezza nel perseguire un ruolo non subalterno dell'Italia sullo scenario internazionale:
Inoltre Fulci fu fautore di un approccio innovativo nella diplomazia multilaterale, ponendo maggiore enfasi sul coinvolgimento stretto e costante di tutti i collaboratori, sulla comunicazione e sui rapporti personali. La formula è stata illustrata in un saggio redatto da 14 collaboratori di Fulci a New York, pubblicato sotto il titolo “L'Italia all'ONU 1993-1999. Gli anni con Paolo Fulci: quando la diplomazia fa gioco di squadra” – a cura di Ranieri Tallarigo – Rubbettino Editore.
Grazie a tale formula, l'Italia vinse all'ONU, in quegli anni, ben 27 su 28 competizioni elettorali a cui partecipò: un record mai prima raggiunto.

### Nelle imprese private
Lasciato il Ministero degli Esteri, viene nominato vice presidente della holding Ferrero, ruolo mantenuto fino al 2019; dal 24 giugno 2011 al 12 dicembre 2019 è stato presidente della Ferrero S.p.A., l'azienda italiana del Gruppo e dal 2015 al 2019 presidente del progetto imprenditoriale "Michele Ferrero" in Africa e India.
Ha fatto parte della Fondazione Italia USA.

## Riconoscimenti
- 1981, Laurea ad honorem in Legge, Università di Windsor, Ontario, Canada;
- 1996, Laurea ad honorem in Legge, College St. Thomas d'Aquino, New York, USA
- 1998, Laurea ad honorem in Legge, Università di St. Johns, New York, USA[8]
- Insignito di 10 decorazioni di Stati Esteri (tra cui la Legione d'onore Francese e l'Ordine Piano della Santa Sede)
- Cittadino onorario di sei Comuni, in Sicilia ed USA
- Presidente del “Premio Letterario Campiello” – Edizione 1999
- Nel corso della carriera e successivamente gli sono stati attribuiti 14 targhe e premi